# Газопереробний завод Рас-Шукейр (EGPC)
Газопереробний завод Рас-Шукейр (EGPC) – інфраструктурний об'єкт нафтогазової промисловості Єгипту, споруджений для роботи з продукцією родовищ Суецької затоки.
Під час розробки виявлених у Суецькій затоці нафтових родовищ отримували значні обсяги попутного газу, який спершу спалювався на факелах. Монетизація цього ресурсу почалась із запуском у 1983-му державною Egyptian General Petroleum Corporation газопереробного заводу, майданчик для якого обрали дещо південніше від  Рас-Шукейр.
Сировина для роботи ГПЗ, який в межах проекту отримав позначення Unit 104, надходила від двох установок сепарації нафти та газу – спорудженої південніше від ГПЗ у Рас-Ал-Іш Unit 102, що обслуговувала родовища GS382, Сідкі та Хілал, і розташованої у Рас-Шукейр Unit 103, яка працювала з продукцією родовища Джулай. Складовою проекту були газопроводи Unit 102 – Unit 104 завдовжки 29 км та Unit 103 – Unit 104 довжиною 12 км, які виконали в діаметрі 400 мм. Також на ГПЗ подали газ родовища Рамадан, для транспортування якого конвертували один з наявних нафтопроводів довжиною кілька десятків кілометрів.
В подальшому у Рас-Шукейр спорудили установку Unit 108, що обслуговувала родовища Ель-Морган та Бакрі, а в кінці 1990-х стало можливим надходження додаткового ресурсу із розташованого північніше газопереробного заводу Рас-Бакр, для чого від нього проклали трубопровід до Unit 103 завдовжки 47 км (з них 35 км офшорна частина) з діаметром 250/400 мм.
В першій половині 2010-х до Unit 104 по перемичці діаметром 400 мм подали газі із розташованої за кілька кілометрів південніше установки підготовки родовища Амаль.
За первісним проектом ГПЗ мав приймати для переробки 2,3 млн м3 газу на добу. В подальшому цей показник довели до 6,2 млн м3 на добу, з яких можуть вилучати 5000 барелів конденсату та 1000 тон зрідженого нафтового газу (ЗНГ, пропан-бутанова фракція) на добу із отриманням 4,8 млн м3 товарного газу.
Видача товарного газу відбувається до газопроводу Рас-Шукейр – Суец, тоді як рідкі вуглеводні можуть транспортуватись по багатоцільовому трубопроводу Рас-Шукейр – Асьют (також можливо відзначити, що порт Рас-Шукейр має один причал для перевалки ЗНГ).
У 2012-му в Рас-Шукейрі почав роботу газопереробний завод компанії Egyptian Bahraini Gas Derivatives Company (EBGDCO), частину сировини для якого стали отримувати з використанням наявної інфраструктури Unit 102.